# バウマン記念モスクワ国立工科大学
バウマン記念モスクワ国立工科大学（バウマンきねんモスクワこくりつこうかだいがく、ロシア語: Московский государственный технический университет им. Н. Э. Баумана）は、ロシアのモスクワにある、国立の工科大学。略称はМГТУ、BMSTU。ロシアで最も歴史が古く、規模が大きい工科大学である。

## 概要
バウマン記念モスクワ国立工科大学には、全日制の教育を行う学部が19ある。大学院あるいは博士課程のプログラムも行っており、また附属の中等教育学校が2校ある。
モスクワ工科大学はロシアでは名門大学の一つとされており、入学する学生には高い能力が要求される。政府機関やビジネスプレスによるレーティングでは、モスクワ工科大学はロシア国内において常に最高位に位置している。また、モスクワ工科大学は2011年、2012年のQS世界大学ランキングでは総合379位にランキングされており、「工学・情報工学」の分野では229位にランキングされている。

## 歴史

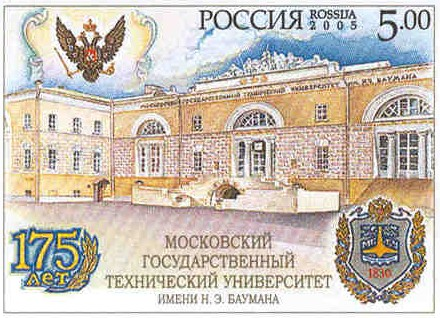
2005年の本館竣工記念で作られた記念切手

バウマン記念モスクワ国立工科大学は、ロシアではモスクワ大学に次いで歴史の古い高等教育機関であり、1830年にロシア皇帝であるニコライ1世によって認可されたモスクワ技術学校を前身とする。
1868年には、建設技術者、機械エンジニア、工業技術者の養成を主な目的とする、帝国モスクワ工業学校（IMTS）へと改組した。IMTSは、財政的には政府や実業家の援助を得て運営されていたが、その運営は民主的であった。IMTSでは、ドミトリ・メンデレーエフ、ニコライ・ジュコーフスキー、パフヌティ・チェビシェフなどの著名な科学者が教鞭を執っている。
ソ連時代に、バウマン・モスクワ最高技術学校（BMHTS）へと改名し、1838年には軍事学を扱う学部が新設され、1948年にはロケットに関する学部も新設されている。
20世紀初めには、BMHTSはソビエト連邦に70以上の工科大学を設立する。モスクワ航空大学、モスクワ発電工学研究所などがそれらに含まれる。
1989年7月27日、モスクワ最高技術学校は、バウマン記念モスクワ国立工科大学（BMSTU）へと改称され、ロシア初の工科大学となる。

## 教育プログラム

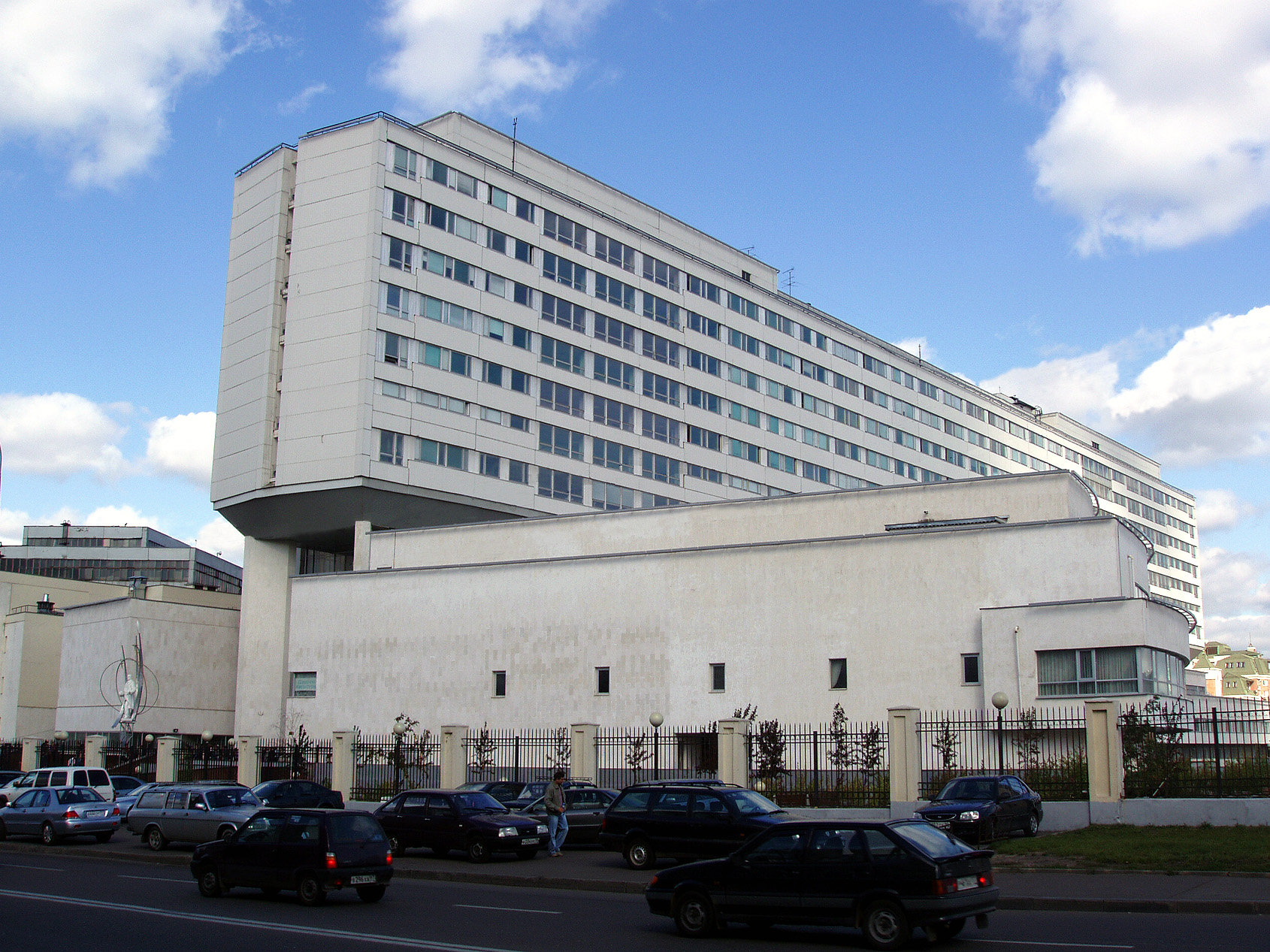
教育実験棟

入学試験では、ロシア語、数学、物理の3教科が課され、倍率は約10倍である。
学年は9月1日より始まり、2つのセメスターに分割される。セメスターの最後には定期試験が課される。技卒業までに通常は6年要する。近年では、多くの学生が2段階の教育システムを利用している。つまり、最初の2年間は基礎的な工学分野に関して学び、3年目以降は専門的な内容を学ぶ。

## 著名な卒業生
- セルゲイ・コロリョフ - ソビエト連邦の最初期のロケット開発指導者。
- ウラジーミル・シューホフ - ロシアの技術者、建築家。クラッキングプロセスの開発。
- ウラジーミル・ソロフィエフ - ソビエト連邦の宇宙飛行士。ミールの最初の乗組員。
- アンドレーイ・トゥーポレフ - ロシアの飛行機設計者。ツポレフの創業者。
- パーヴェル・スホーイ - ソビエト連邦の航空機設計者・製造者。
- ゲオルギー・マレンコフ - ソビエト連邦第2代閣僚会議議長（首相）
- ニコライ・ジュコーフスキー - ロシアの物理学者。現代的な翼理論を確立。
- ウラジーミル・チェロメイ - ソビエト連邦の技術者、ロケット工学者。
- アルフレート・ローゼンベルク - ドイツの政治家。国家社会主義ドイツ労働者党対外政策全国指導者。
- アレクサンドル・ケムルジャン - ソビエト連邦の設計技術者。初期の惑星探査ローバーの設計者。
- コンスタンチン・フェオクチストフ - ソビエト連邦の宇宙飛行士。
- オレグ・マカロフ - ソビエト連邦の宇宙飛行士。
- ゲンナジー・ストレカロフ - ロシアの工学者、宇宙飛行士。
- ワシリー・ネステレンコ - ベラルーシの物理学者。核エネルギーに関する研究。
- マクシム・サブーロフ - ソビエト連邦の工学者、経済学者、政治家。
- レオ・ギンズブルク - ソビエト連邦の指揮者、ピアニスト。
- ラシード・スニャーエフ - ウズベク・ソビエト社会主義共和国の天体物理学者。スニヤエフ・ゼルドビッチ効果の提案。
- セルゲイ・フルシチョフ - ソビエト連邦の科学者、歴史学者。ニキータ・フルシチョフの実子。

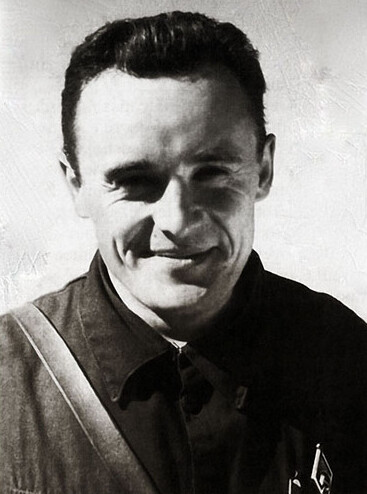
セルゲイ・コロリョフ
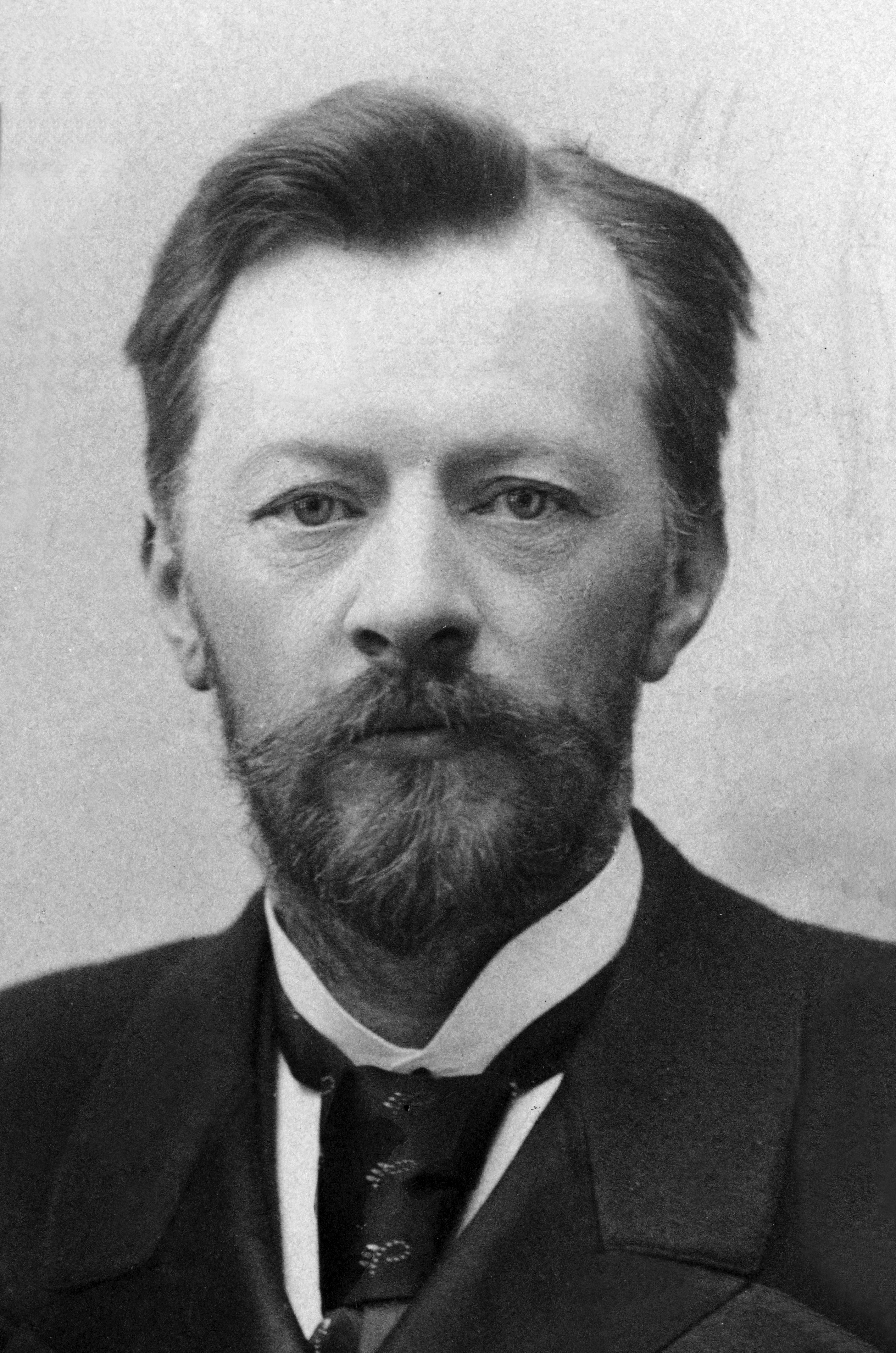
ウラジーミル・シューホフ
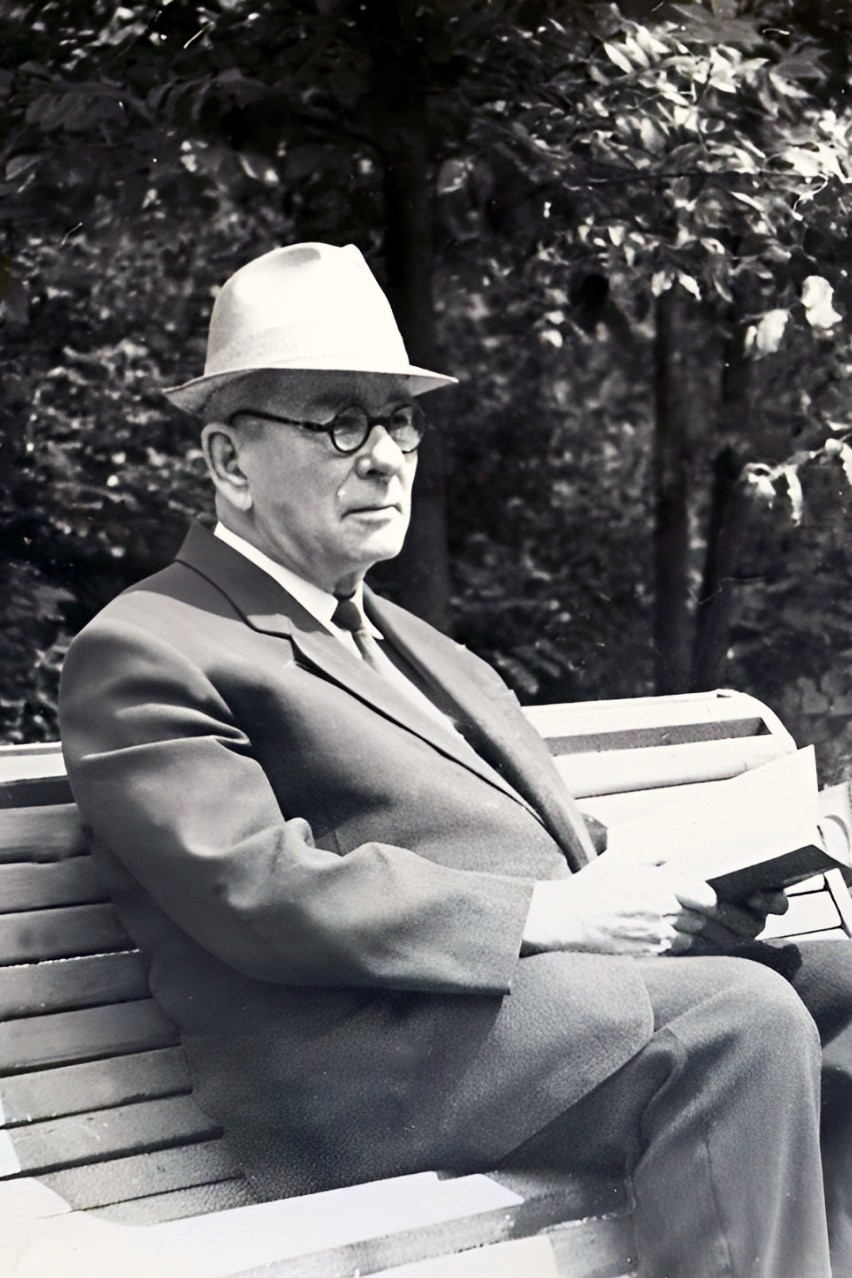
ウラジーミル・ソロフィエフ
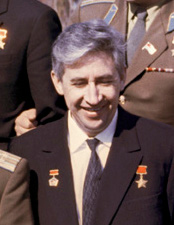
コンスタンチン・フェオクチストフ
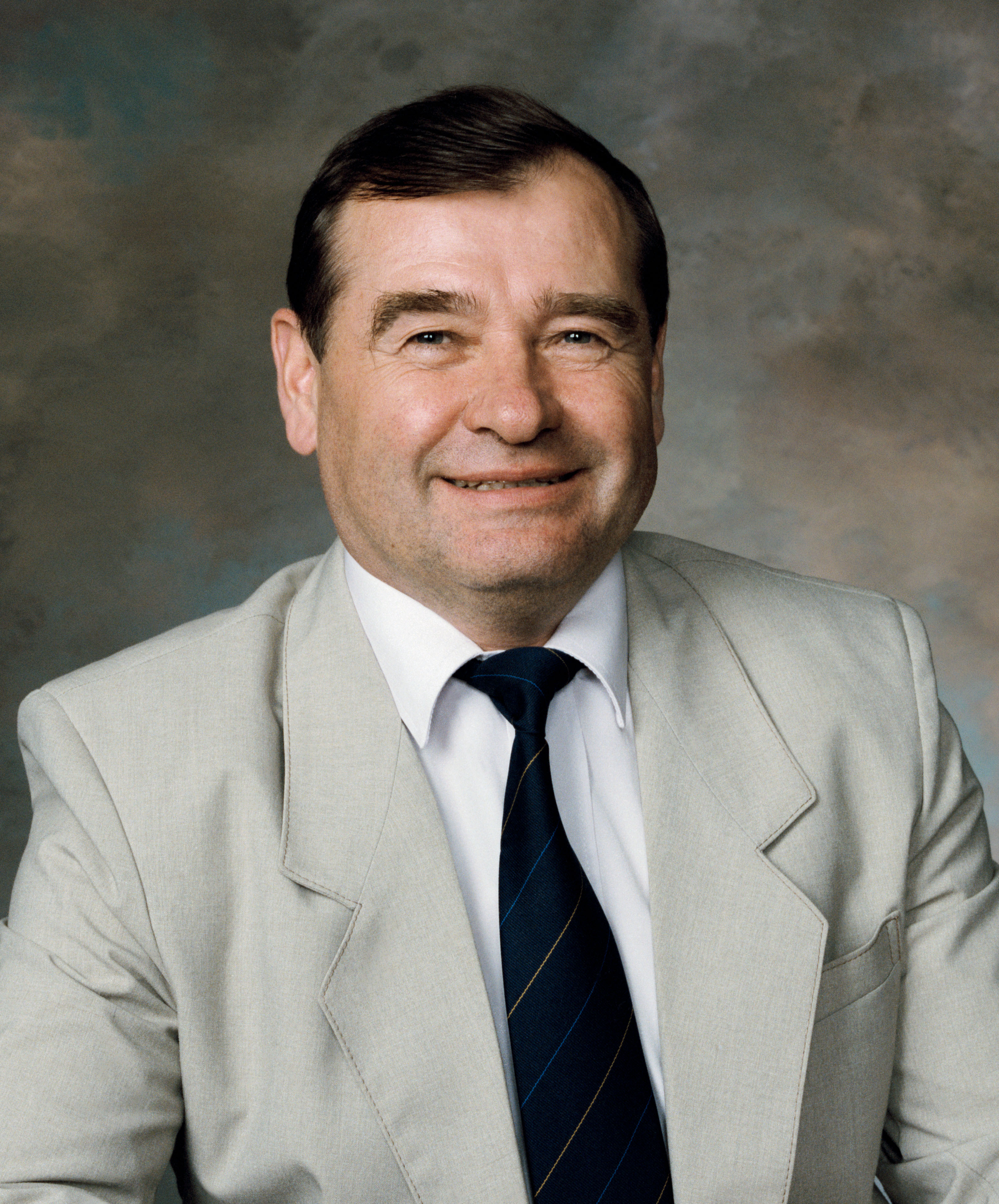
ゲンナジー・ストレカロフ